# Inga complanata
Inga complanata är en ärtväxtart som beskrevs av Gerda Jane Hillegonda Amshoff. Inga complanata ingår i släktet Inga och familjen ärtväxter. Inga underarter finns listade i Catalogue of Life.